# Eschelbronn

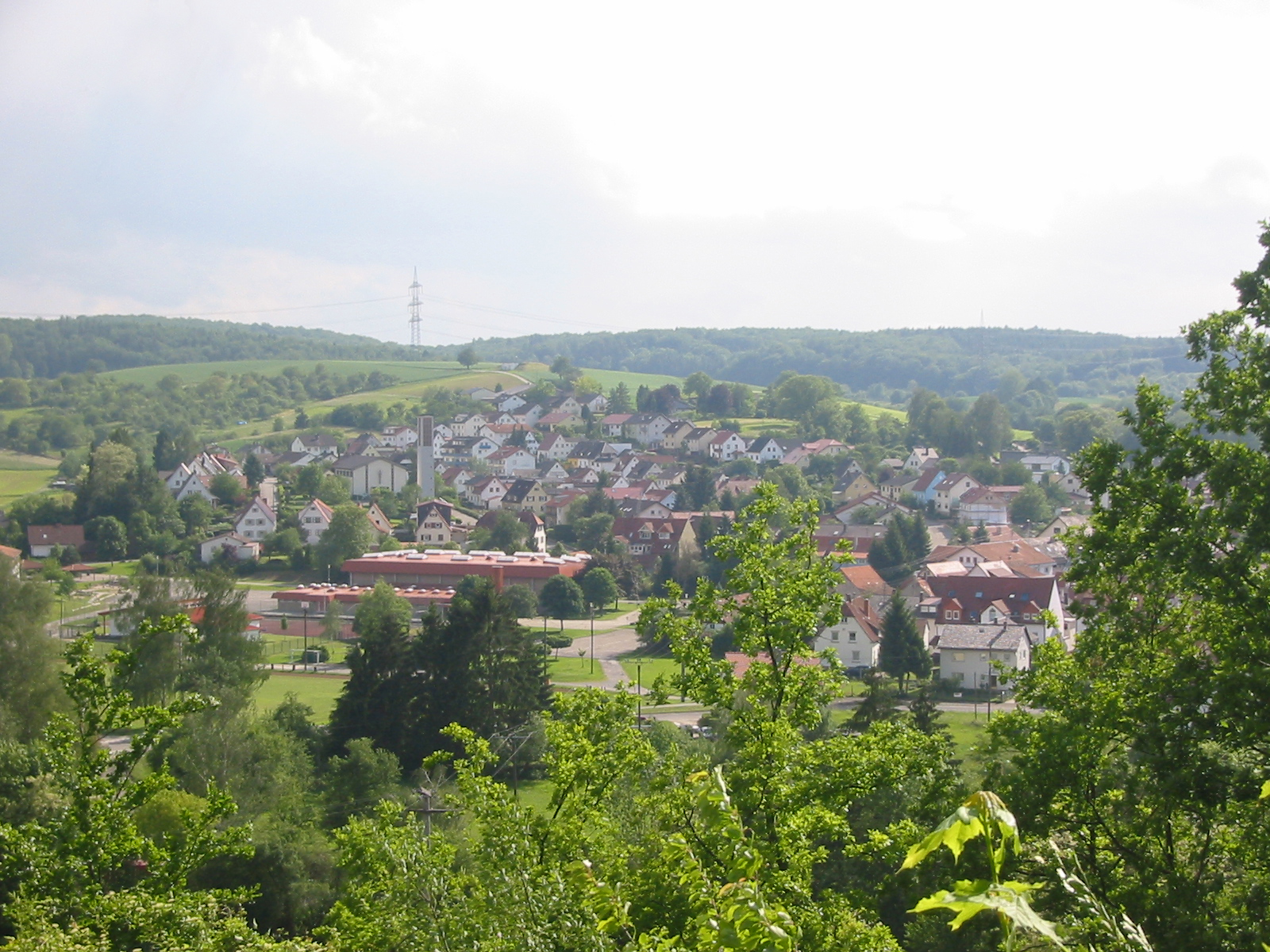
Panorama Eschelbronn

Eschelbronn – miejscowość i gmina w Niemczech, w kraju związkowym Badenia-Wirtembergia, w rejencji Karlsruhe, w regionie Rhein-Neckar, w powiecie Rhein-Neckar-Kreis, wchodzi w skład związku gmin Elsenztal. Leży ok. 15 km na południowy wschód od Heidelbergu.
Liczy 2510 mieszkańców (2010) i leży w północnym regionie Kraichgau w Parku Natury Neckartal-Odenwald na poziomie 150–265 m n.p.m.